# Garbek
Garbek (dawniej Nowy Dwór, kaszub. Nowi Dwór, niem. Neuhof) – wieś kaszubska w Polsce, położona w województwie pomorskim, w powiecie człuchowskim, w gminie Przechlewo.
| SIMC    | Nazwa   | Rodzaj    |
| ------- | ------- | --------- |
| 1014330 | Zadroże | część wsi |

W latach 1975–1998 wieś administracyjnie należała do województwa słupskiego.
Obecna urzędowa nazwa wsi to nazwa sztuczna utworzona przez Komisję Nazw Miejscowości i Obiektów Fizjograficznych.